# Xã Preston, Quận Brookings, Nam Dakota
Xã Preston (tiếng Anh: Preston Township) là một xã thuộc quận Brookings, tiểu bang Nam Dakota, Hoa Kỳ. Năm 2010, dân số của xã này là 183 người.